# Условљавање
Условљавање је заједнички назив за облике учења, у којима се примењују експерименталне процедуре, за учење одређеног понашања. Постоје различити облици условљавања као што су: безусловно, условно, оператно (инструментално), учење путем модела, вишестепено, одложено условљавање као и реципрочна инхибиција и сл.